# ماري ستيدمان الديس
كانت ماري ستيدمان (1838 - 25 يونيو 1897) مؤلفة بريطانية كتبت أحد أقدم نصوص علم الفلك في نيوزيلندا، وكانت من دعاة الإصلاح الاجتماعي والتعليم العالي للنساء.

## النشأة
ولدت ألديس بين عامي 1838 و 1840، في كيترينج، نورثهامبتونشاير.  كان والداها شارلوت والقس ويليام روبنسون، قس في الكنيسة المعمدانية في شارع سانت أندروز، كامبريدج. في عام 1863، تزوجت من ويليام ستيدمان ألديس (1839-1928)، ابن قسيس معمداني آخر، القس جون ألديس من لندن. كانت ماري ستيدمان ألديس من كبار الرانجلر في كامبريدج، لكنها لم تؤمن وظيفة في الكلية بسبب وضعها غير الممتثل.
نشطت ألديس وزوجها في جهود الإصلاح الاجتماعي، وعلقا على المسائل المتعلقة بالتطعيم، وتشريح الأحياء، والفظائع في جامايكا والكونغو، وحصول المرأة على التعليم العالي. كانت ألديس نشطة أيضًا في الجهود المبذولة لإلغاء قانون الأمراض المعدية، وإنهاء الدعارة القانونية في الهند. تعتبر ألديس واحدة من قادة حملة السماح للنساء بدخول جامعة دورهام. تحدثت علنًا عن المعاملة غير العادلة التي تلقتها الطالبات في جامعة كامبريدج، اللائي كان يُسمح لهن في ذلك الوقت فقط بالجلوس في تريبوس بإذن خاص، ولم يكن بإمكانهن إلا الحصول على شهادة تقديرًا لنجاحهن. في عام 1880، وزعت ألديس مع زوجها التماسًا (يُعرف باسم نصب نيوكاسل التذكاري) يحث الجامعة على السماح للطالبات بالقبول عن طريق الحق والحصول على شهادات رسمية. حصل الالتماس على 8000 توقيع، وتبعه تصويت في عام 1881 منح فيه مجلس الشيوخ النساء الحق في الجلوس في تريبوس، ولكن ليس للحصول على شهادة.
في عام 1883، عُرض على ستيدمان ألديس كرسي التأسيس في الرياضيات في كلية جامعة أوكلاند، ووصلت عائلة ألديس إلى أوكلاند في الوقت المناسب لمدة 1884، واستقرت في Mount Eden . 

## العمل المنشور
نشرت ألديس كتابين وحررت ثالثاً. كان Giant Arithmos كتابًا للرياضيات يهدف إلى تعليم الأمهات لأطفالهن في المنزل، وقد نُشر عام 1882. كانت مراجعة في الصحافة النيوزيلندية إيجابية، حيث قالت «إن الطفل، في ختام هذه الدروس، سيكون لديه فهم أفضل لمعنى ونية الأرقام مما لو كان قد ضرب رأسه الصغير المسكين في القواعد الصارمة التي تتواجد في الكتب المدرسية المصرح بها. يسعدنا أن يعيش في وسطنا سيدة قدمت خدمة ممتازة للصغار». نصح مراجع آخر جميع الآباء الذين يهتمون حقًا بأطفالهم بشراء الكتاب.
في عام 1895، نشرت ألديس "Consider the heavens" ، وهي مقدمة شائعة لعلم الفلك مؤلفة من 224 صفحة. تم نشره من قبل جمعية المسالك الدينية، واحتوى على اقتباسات دينية في جميع الأنحاء، ولكن في Ladies in the Laboratory III ، اعتبرته ماري كريس «عملًا إعلاميًا علميًا، مكتوبًا بأسلوب محادثة شخصي، يجذب القارئ العادي». لاحظ كريس أنه على عكس العديد من الأعمال الفلكية الأخرى في ذلك الوقت، لم تضع ألديس الكثير من الاهتمام بقنوات Schiaparelli على المريخ التي ادعى البعض أنها دليل على الحياة، ولكن بدلاً من ذلك ركزت على التحليل الطيفي للكوكب. كانت ستيدمان ألديس قد طلبت شرائح علم الفلك من كاليفورنيا وتولت مسؤولية تلسكوب تم التبرع به، والذي يفترض أنه كان مفيدًا لألديس في عملها. 
اختصرت ألديس وأعادت إصدار عمل غير مطبوع عن العقيدة الدينية التي نشرها والدها سابقًا.   كما قامت بتحرير عمود عرضي للشباب في The New Zealand Herald. 

## حملة من أجل الإصلاح الاجتماعي
تشير إيمي الديس، في سيرتها الذاتية القصيرة عن والدها، إلى أن والديها انزعاجا من الدعارة المرخصة علانية التي لاحظوها في أوكلاند، وقرروا التحريض ضدها، حتى لو كلفته الأستاذية. كوافدين جدد، قرروا الامتناع عن الاحتجاج العام لمدة عامين.  
بحلول عام 1886، كانت ستيدمان ألديس تشكو من عدم الأمانة في السياسيين النيوزيلنديين، وبدأت ألديس في مهنة كتابة الرسائل التي اعتبرها المؤرخ كيث سينكلير أنها جعلتها «لمدة عشر سنوات، أكثر الكتاب تعلمًا وإقناعًا وحزبية وتقدماً في الأعمدة. من الصحافة المحلية».  عارض كل من ألديس وزوجها قانون الأمراض المعدية لعام 1869، والذي بموجبه يمكن فحص النساء المشتبه بهن في الدعارة قسرًا وتقييد علاجهن. وجادلوا بأن نفس الأحكام يجب أن تنطبق على الرجال الموجودين في بيوت الدعارة، ولكن أيضًا أن الفعل كان غير أخلاقي وغير فعال كإجراء للصحة العامة. كتب المؤرخ جيمس كيتنغ أن ألديس كانت «ناشطة في مجال النقاء الاجتماعي أدى نشاطها البريدي إلى إشعال فضيحة عابرة للإمبراطورية تتعلق بقانون الأمراض المعدية في نيوزيلندا». 
في يناير 1887، كتبت ألديس احتجاجًا على سماح المجلس بطرد امرأة من مدفع (رد رئيس البلدية بأنه ليس لديهم صلاحيات لإيقافه، واستمر العرض).  كما تساءلت عن مقال رئيسي اعترض على قيام السيدات بالتدريس في مدرسة أوكلاند الثانوية للبنات، ودعت إلى هجرة النساء اللواتي يناسبن زوجات المستعمرات، وإلى المساواة في الأجر بين المعلمات. حتى أن ألديس كتبن إلى " Englishwoman's Review" تحذر المستعمرين المحتملين من عدم حصول النساء على أجر متساوٍ مقابل العمل المتساوي، ووصفت النبرة الأخلاقية للمستعمرة بأنها «منخفضة بشكل رهيب».  وأعربت عن آرائها حول التعليم العلماني وعدالة فرض الضرائب على المعارضين. أدت آرائهم السلمية أيضًا إلى قيام ألديس وزوجها بالتحدث علنًا ضد التحية العسكرية المقترحة بعد وفاة دوق كلارنس في عام 1892، والاعتراض على ممارسة المتطوعين المحليين بالبنادق باعتبارها مضيعة للمال. 
في عام 1890، صوتت جمعية العاملين بالتنضيد لاستبعاد النساء من صناعة الطباعة. لقد جادلوا بأن العمل كان مطلوبا للغاية بالنسبة للنساء، على الرغم من أن النساء كن يقمن بالتنضيد لمدة 15 عامًا بحلول هذه المرحلة، وأيضًا أن النساء كان يتم استخدامهن كمصدر للعمالة الرخيصة، مما كان يقود عمال التنضيد الذكور لتولي وظائف في أستراليا. وصفت ألديس تصرفات الجمعية بأنها «حرب على النساء»، واتهمت ديفيد فيشر، رئيس النقابة، بالنفاق: اشتكى النقابة من مالكي الأراضي والرأسماليين الذين يأخذون الثروة من الرجل الفقير، لكنهم كانوا يحاولون فعل الشيء نفسه للمرأة العاملة. كان الرأي العام ضد النقابة، وتراجعوا، على الرغم من أن قانون المصانع 1891 حقق بعض أهدافهم من خلال تقييد سن بدء التلمذة الصناعية للنساء إلى 15 عامًا (مقابل 13 أو 14 عامًا للرجال) والسماح لهم بالعمل فقط فيما بين 8 صباحا و 6 مساء، مما منعهم من العمل في الصحف الصباحية.
في عام 1892، دعمت ألديس وزوجها كاثرين براوننج، وهي معلمة أكملت برنامج تريبوس في كلية جيرتون وأرادت تحويلها إلى بكالوريوس في الآداب من خلال جامعة نيوزيلندا، وهو خيار كان متاحًا للطلاب الذكور. رفضت الجامعة.
غالبًا ما تلقت آراء ألديس ردودًا مجهولة المصدر، وكانت تُدعى «مجردة من كل التعاطف الإنساني»، واتُهمت بـ «الصراخ ضد إعطاء الشرطة أي سلطة على الفتيات الصغيرات المتورطات في تجارة العار»، وسميت رسائلها «بالدرداش» و «الانصباب المرضي».    حتى أن أحد المستجيبين تساءل عن سبب ولادتها، على الرغم من أنه على النقيض من ذلك، ورد أن أحد الوزراء قال «السيدة ألديس، كل الأشرار في أوكلاند يكرهونك».   التقى المؤرخ ج.أ. فرودي آل الديس عدة مرات، ووصفهم بأنهم «من مختار الرجل المثقف والمرأة»، وماري ألديس بأنها «سيدة بارعة وموهوبة مثل [زوجها]».  اعترفت الردود المعاصرة الأخرى على حملة ألديس بدعمها لانتخاب النساء، وبأنها «تستحق الثناء لتعاملها بصراحة وشجاعة مع الأسئلة الاجتماعية التي تؤثر على رفاهية جنسها». ومن الجدير بالذكر في صحيفة New Zealand Herald أنه عندما وقعت ألديس على عريضة حق التصويت، وصفت عملها بـ «الكاتبة»، وليس «الواجبات المنزلية» الأكثر شيوعًا أو «المرأة اللطيفة».
بحلول عام 1893، تم فصل ستيدمان ألديس بإخطار مدته ستة أشهر من الجامعة. كانت لديه خلافات مع مجلس الجامعة، ولا سيما الرئيس السير موريس أورورك. لم يتم تسجيل أي شكاوى حول تعليم ستيدمان الديس طلابه يحبونه. وكان يُنظر إليه على أنه جيد في وظيفته، لذلك يرجح أن يكون الهياج العام عاملاً في إقالته.  على وجه الخصوص، كان من المعروف أن أورورك يشرب الخمر بكثرة، بينما كان آلديسيس نشيطا في حركة الاعتدال.  على الرغم من ارتفاع عدد من الشخصيات البارزة في دفاعه، بما في ذلك السير جورج جراي، والسير روبرت ستاوت، والسير ويليام فوكس، ادعى مؤيدو إقالته أن راتبه الكبير (800 جنيه إسترليني سنويًا) لا يمكن تحمله. قد تكون حملة عامة في إنجلترا لثني علماء الرياضيات الآخرين عن تولي المنصب الشاغر قد عملت ضده أيضًا.

## العودة إلى إنجلترا
توفيت ألديس في 25 يونيو 1897، في Stone-in-Oxney ، بعد «معاناة كبيرة»،  ولكن الأخبار لم تصل نيوزيلندا حتى 10 أغسطس من ذلك العام. ووصفتها الصحف النيوزيلندية في ذلك الوقت بأنها «مثيرة للجدل ومعارضة لقانون مؤتمر نزع السلاح».  وفي إشارة ألطف ذكرت صدقها وشجاعتها وقدرتها. وصف فيلم "The Critic" في سيدني ألديس بأنها «متخلفة، عنيفة، عدوانية، يمينية للمرأة، ومناهضة قوية لكل شيء. أيضا، كان لديها أسوأ حالة cacœthes scribendi [هوس الكتابة]».

## العائلة
ذكرت كريس أن ألديس كان لديها ابنة وولدين أصبحا فنانين. قد يكون هذا خطأ.   تُظهر سجلات التعداد من عام 1871 أن آل الديز كان لديهم ثلاثة أطفال: إيزابيل ومورتون وآمي لاتيتيا.  تزوجت إيزابيل في إنجلترا عام 1886 ويفترض أنها لم تأت إلى نيوزيلندا مع والديها. كان مورتون ألديس محامياً ومؤلفاً، وتوفي في أوكلاند عام 1948وتم دفنه في مقبرة هيلزبورو. 
رافقت آمي لاتيتا ألديس والديها إلى نيوزيلندا، وكتبت سيرة مختصرة عن والدها لمرافقة الأوراق الشخصية التي تحتفظ بها جامعة أوكلاند.   عادت إلى إنجلترا، لكنها واصلت اتباع خطى والدتها في الكتابة للصحافة النيوزيلندية بشأن القضايا الاجتماعية. يبدو أن رسالتها الأخيرة كانت نداءًا لنيوزيلندا لقبول اللاجئين التشيكوسلوفاكيين في عام 1938، حيث قالت «قبل 40 عامًا أتذكر نيوزيلندا كمكان مضياف بشكل ملحوظ». توفيت عام 1947.

## تراث
في عام 2017، تم اختيار Aldis كواحدة من 150 امرأة في الجمعية الملكية لنيوزيلندا في 150 كلمة. 

## أعمال محددة
- Mary Aldis (1882), Great giant arithmos, a most elementary arithmetic. (بالإنجليزية), London: Macmillan Publishers, OCLC:933797284, OL:18071425W, QID:Q104655727
- Mary Aldis (1895), Consider the Heavens. A popular introduction to astronomy. (بالإنجليزية), London: Religious Tract Society, p. 224, OCLC:557337747, QID:Q104656398
- Mary Aldis (Jan 1891). "A Story of University Tests". Westminster Review (بالإنجليزية). 135 (1): 611–634. QID:Q104783788.
- Mary Aldis (Jul 1891). "Complements and Compliments". Westminster Review (بالإنجليزية). 136 (1): 173–183. QID:Q104783789.
- ماري ستيدمان الديس (Mar 1893). "Thou Art the Man". Q7727452 (بلغة غير معروفة). 63: 387–393. ISSN:0010-7565. QID:Q104783790.
- ماري ستيدمان الديس (Mar 1890). "Reminiscences of a Church-Rate Struggle". Q7727452 (بلغة غير معروفة). 57: 421–439. ISSN:0010-7565. QID:Q104783791.